# Asura phaeosticta
Asura phaeosticta là một loài bướm đêm thuộc phân họ Arctiinae, họ Erebidae.